# 塞里耶尔德布里奥尔
塞里耶尔德布里奥尔（法語：Serrières-de-Briord），是法国东部安省的一个市镇。面积 8.03平方公里，人口960，人口密度119.55人／平方公里（1999年）。

## 人口
塞里耶尔德布里奥尔人口变化图示
| 数据来源：INSEE |